# Rainer Weber (Musiker)
Rainer Weber (* 11. August 1951) ist ein schweizerischer Jazzmusiker (Gitarre, elektronische Musik, Komposition).

## Leben und Wirken
Weber wuchs in Thayngen auf und erlernte das Gitarrenspiel zuerst autodidaktisch und danach an der Swiss Jazz School (SJS). Den Instrumentalunterricht an der SJS besuchte er bei Ira Kris. Zudem hatte er Unterricht bei Attila Zoller.
Ende der 1970er Jahre war Weber zusammen mit Heiner Althaus, David Elias, Armin Keil und Walter Schmocker Mitglied der Gruppe Swiss Jazz Quintet, mit der er auf einem Livemitschnitt aus Mannheim dokumentiert ist. Danach war er zusammen mit Willi Rehm, Häns’che Weiss, Martin Weiss und Romani Weiss Mitglied der Gruppe Häns’che Weiss Quintett.
Anfang der 1980er Jahre bildete Weber zusammen mit Orlando Valentini ein Gitarrenduo.
Seither spielte er in verschiedenen Formationen mit Musikern, wie Billy Brooks, David Brühwiler, Isla Eckinger, Curtis Fuller, Karl Theodor Geier, Thomas Grünwald, Janice Harrington, Red Holloway, Paul Gerardo Jakob, Günter Kühlwein, Robert Morgenthaler, Andy Scherrer und Alvin Queen zusammen. Dabei entstanden mehrere Live- und Studioaufnahmen.
Weber gab seit 1977 an der Jazzschule Zürich, einer Vorgängerinstitution der heutigen Zürcher Hochschule der Künste (ZHdK), und seit 1995 an der Kantonsschule Rämibühl bis zu seiner Pensionierung Instrumentalunterricht für Gitarre.

## Diskographische Hinweise
- The Swiss Jazz Quintet Live at the Jazzcorner Mannheim (Schloetter Records 1978)
- Hammond-Ex Live at Bazillus (2006, mit Thomas Grünwald, Peter Wagner, Pius Baschnagel)
- Sonasphere Travers Afoxé (2008, mit Paul Gerardo Jakob, Richard Pechota, Eduardo Costa)
- David Brühwiler Quintet Flowers (C-music 2012)
- Duómini Aria per Siena (C-musi 2014, mit David Brühwiler)
- David Brühwiler & Friends Featuring Rodrigo Botter Maio & Simon Wyrsch: Silevada’s Samba (C-music 2016, mit Beat Ramseier, Pius Baschnagel)
- Space Bubbles (2016, mit Robert Morgenthaler, Heinz Hasch, Reto Bischofberger)
- Günter Kühlwein & Various 7 Gates (TCB Records 2018, mit David Elias sowie Andy Scherrer, Francis Coletta, Thomas Moeckel)
- Soundride (2020, mit Robert Morgenthaler, Heinz Hasch, Reto Bischofberger sowie Matthias Gloor)

## Auszeichnungen
Weber erhielt 1977 am Nationalen Jazz Festival Augst einen Solistenpreis.